# ヒドラ (衛星)

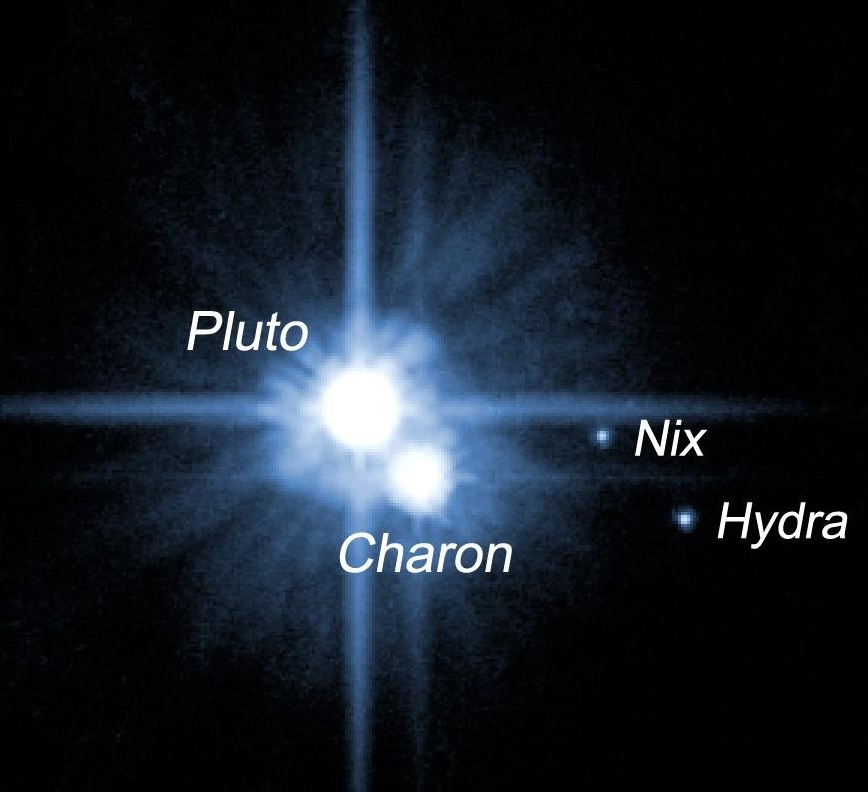
2005年に撮影された冥王星(Pluto)とカロン(Charon)、ニクス(Nix)、ヒドラ(Hydra)の画像

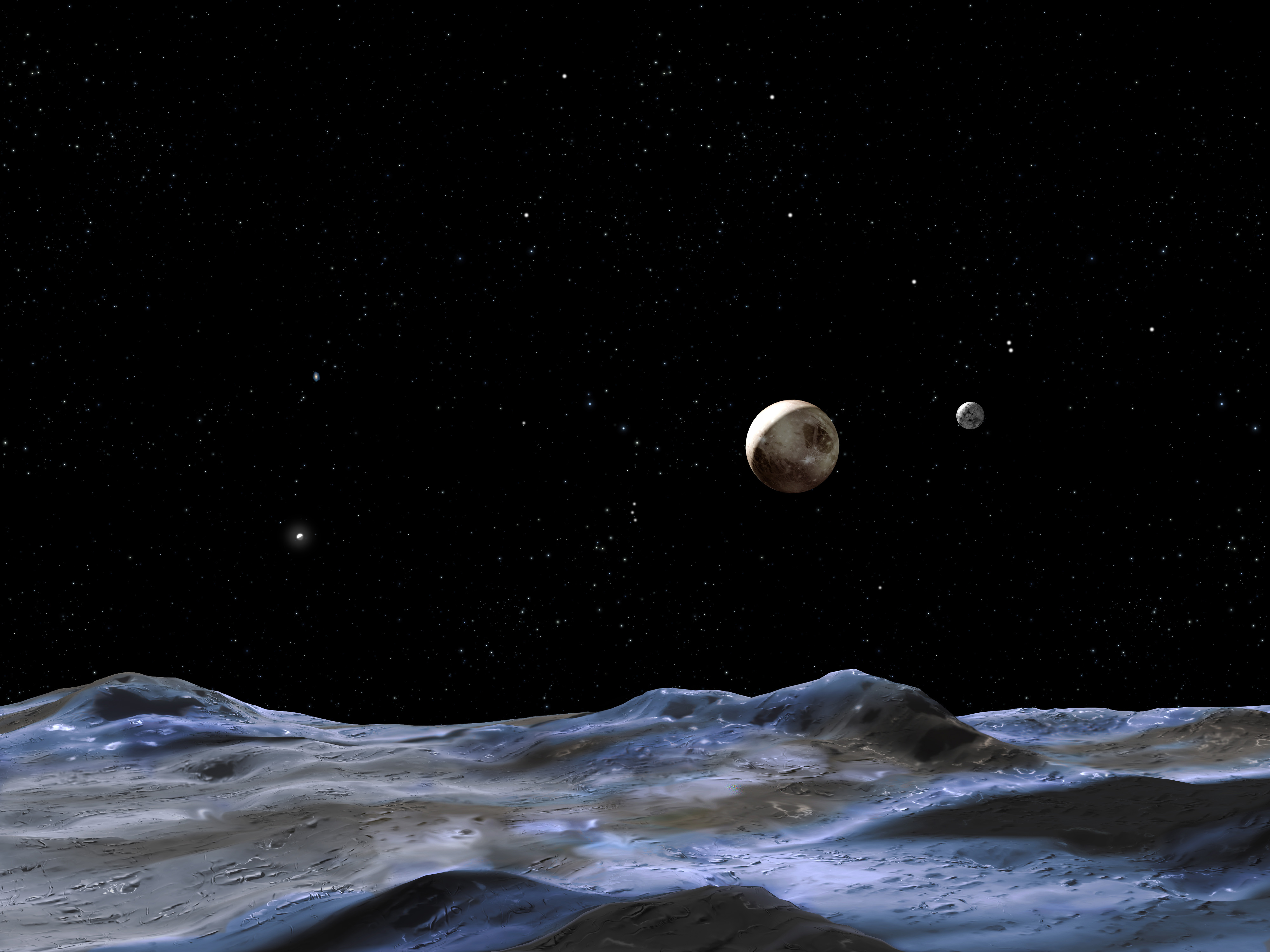
ヒドラから見た冥王星とカロンの想像図

ヒドラ ((134340) Pluto III Hydra) は、冥王星の衛星の一つ。発見時の仮符号は S/2005 P 1。

## 概要
2005年5月にハッブル宇宙望遠鏡によって撮影された画像から見つかった衛星のうちの一つである。
2015年、ハッブル宇宙望遠鏡の観測により、ヒドラがニクスと共に楕円形であること、アルベドが高いこと、そしてカオス的自転をしていることが判明した。

探査機ニュー・ホライズンズが冥王星をフライバイした際に測定したヒドラの大きさは45kmである。

## 名称
ヒドラという名はギリシア神話の地下を守る怪物ヒュドラから付けられた。
また、冥王星の名前が探索支援者のパーシバル・ローウェルの頭文字P・Lに、カロンの名前が発見者ジェームズ・クリスティーの妻シャーリーンに因んだ（らしい）との例に漏れず、ニクスと共にニュー・ホライズンズ計画の頭文字N・Hに因んで名付けられている。

## 画像

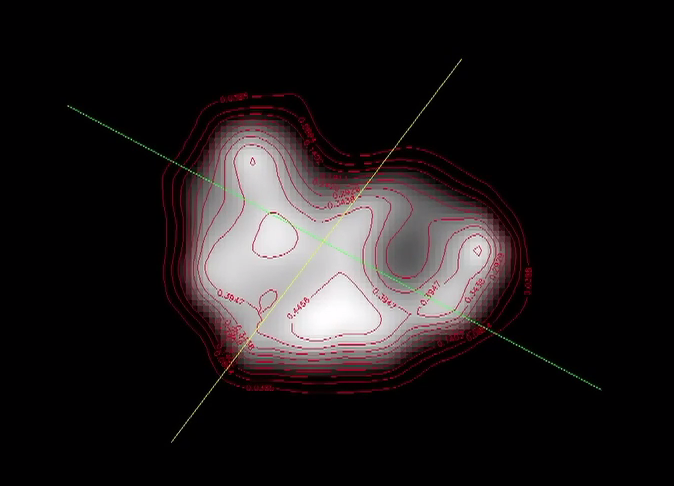
ヒドラの赤外線写真。
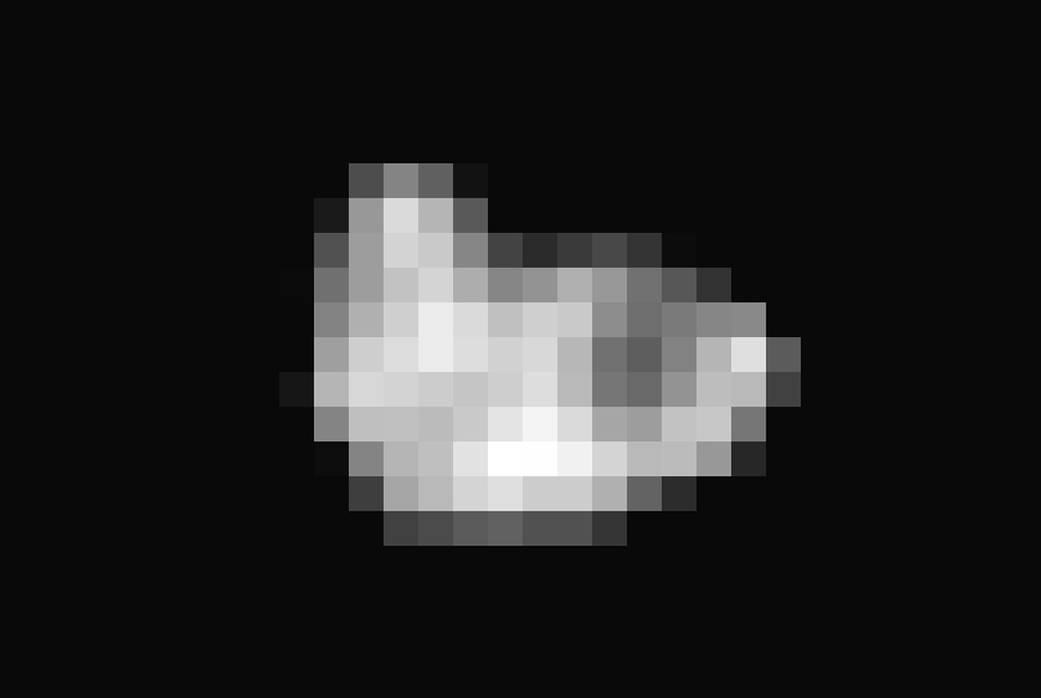
ヒドラのピクセル化写真。

## 外部リンク

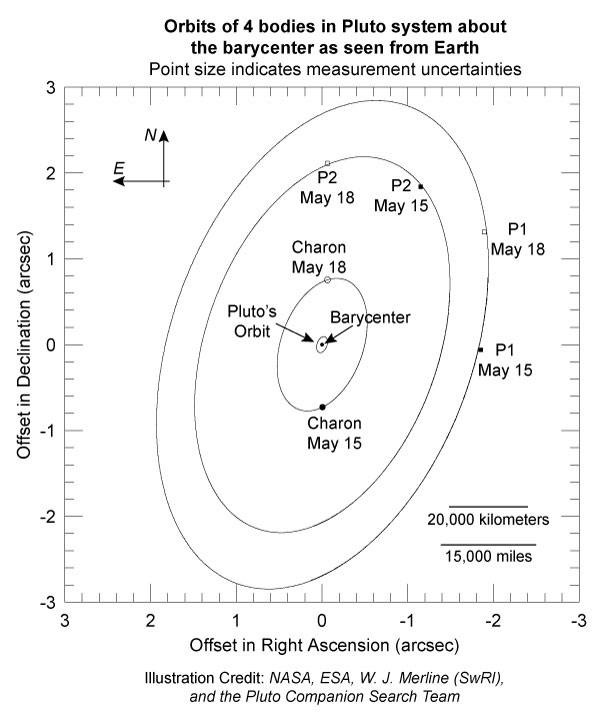
冥王星と3つ衛星の軌道、内側からカロン、ニクス、ヒドラ。